# Stellifer venezuelae
Stellifer venezuelae är en fiskart som först beskrevs av Schultz, 1945.  Stellifer venezuelae ingår i släktet Stellifer och familjen havsgösfiskar. Inga underarter finns listade i Catalogue of Life.